# Sam Francis (football américain)
College Football Hall of Fame 1977
(en) Statistiques sur pro-football-reference
Harrison Samuel Francis, né le 26 octobre 1913 à Dunbar, dans le Nebraska et mort le 23 avril 2002 à Springfield, dans le Missouri, est un Américain, joueur professionnel et entraîneur de football américain, un lanceur de poids olympique et un officier de l'armée des États-Unis.
Au football américain, il occupe les postes de fullback et halfback, pour les Bears de Chicago, les Pirates de Pittsburgh et les Dodgers de Brooklyn, pendant quatre saisons en National Football League (NFL).

## Biographie

### Jeunesse
Francis naît à Dunbar, au Nebraska, et obtient son diplôme d'études secondaires à Oberlin, au Kansas.

### Carrière universitaire
Il joue au football américain universitaire pour les Cornhuskers de l'université de Nebraska-Lincoln où, en 1936, il est finaliste du trophée Heisman. Francis est également un athlète exceptionnel et se classe quatrième au lancer du poids aux Jeux olympiques d'été de 1936.

### Carrière professionnelle
Francis est la première sélection au total lors de la draft 1937 de la NFL par les Eagles de Philadelphie. Ses droits sont échangés aux Bears de Chicago en échange de Bill Hewitt et de 4 000 $ en espèces le 15 février 1937. Il joue dans la NFL pendant quatre ans avec les Bears, les Pirates de Pittsburgh et les Dodgers de Brooklyn avant de partir pour obtenir une maîtrise à l'université de l'Iowa et servir dans l'armée pendant la Seconde Guerre mondiale,.

### Carrière d'entraîneur
Francis est engagé comme entraîneur-chef de l'équipe de football américain des Wildcats de l'université d'État du Kansas pour la saison 1947. Francis est le 21e entraîneur-chef de football des Wildcat et le seul entraîneur de football américain de l'État du Kansas à perdre tous les matchs qu'il dirige,. Le premier entraîneur du programme, Ira Pratt, n'a pas remporté de victoire lors de sa seule saison en 1896, mais il réussit à égaliser un match pour un bilan de 0-1-1. En 1947, l'équipe de Francis du Kansas State est battue 283 à 71, et est exclue à trois reprises. La défaite la plus proche est celle de deux points contre les Lobos de l'université du Nouveau-Mexique à domicile, et la défaite la plus déséquilibrée est celle de 55-0 contre les Jayhawks de l'université du Kansas, son rival.

### Carrière militaire
Francis est resté dans l'Armée, servant en Corée et au Vietnam, et a tenu le rang de lieutenant-colonel à la retraite. Il est enterré au cimetière national de Springfield.

## Honneurs
Francis est intronisé au Nebraska Football Hall of Fame en 1972, College Football Hall of Fame en 1977 et au Kansas Sports Hall of Fame en 2003.

## Statistiques
| Année              | Équipe                | MJ                 |     | Courses | Courses | Courses | Courses |       | Passes réceptionnées | Passes réceptionnées | Passes réceptionnées | Passes réceptionnées |
| Année              | Équipe                | MJ                 | Nb. | Yards   | Moy.    | TD      | Nb.     | Yards | Moy.                 | TD                   |                      |                      |
| 1937               | Bears de Chicago      | 8                  | 48  | 129     | 2,7     | 0       | 1       | -9    | -9,0                 | 0                    |                      |                      |
| 1938               | Bears de Chicago      | 11                 | 85  | 297     | 3,5     | 3       | 1       | 8     | 8,0                  | 0                    |                      |                      |
| 1939               | Pirates de Pittsburgh | 5                  | 55  | 171     | 3,1     | 1       | 1       | 5     | 5,0                  | 0                    |                      |                      |
| 1939               | Dodgers de Brooklyn   | 5                  | 21  | 59      | 2,8     | 0       | 1       | 0     | 0,0                  | 0                    |                      |                      |
| 1940               | Dodgers de Brooklyn   | 11                 | 44  | 217     | 2,9     | 1       | -       | -     | -                    | -                    |                      |                      |
| Totaux aux Bears   | Totaux aux Bears      | Totaux aux Bears   | 133 | 426     | 3,2     | 3       | 2       | -1    | -0,5                 | 0                    |                      |                      |
| Totaux aux Pirates | Totaux aux Pirates    | Totaux aux Pirates | 55  | 171     | 3,1     | 1       | 1       | 5     | 5,0                  | 0                    |                      |                      |
| Totaux aux Dodgers | Totaux aux Dodgers    | Totaux aux Dodgers | 65  | 276     | 4,2     | 1       | 1       | 0     | 0,0                  | 0                    |                      |                      |
| Totaux en NFL      | Totaux en NFL         | Totaux en NFL      | 253 | 873     | 3,5     | 5       | 4       | 4     | 1,0                  | 0                    |                      |                      |

| Année         | Équipe           | MJ            |         | Passes   | Passes | Passes | Passes | Passes | Passes | Passes  |       | Courses | Courses | Courses | Courses |
| Année         | Équipe           | MJ            | Tentées | Réussies | Pct.   | Yards  | TD     | Int.   | Éval.  | Tentées | Yards | Moy.    | TD      |         |         |
| 1937          | Bears de Chicago | 8             | 6       | 3        | 50,0   | 34     | 1      | 2      | 67,4   | -       | -     | -       | -       |         |         |
| 1938          | Bears de Chicago | 11            | 3       | 1        | 33,3   | 0      | 0      | 0      | 42,4   | -       | -     | -       | -       |         |         |
| Totaux en NFL | Totaux en NFL    | Totaux en NFL | 9       | 4        | 44,4   | 34     | 1      | 2      | 52,3   | -       | -     | -       | -       |         |         |

| Année              | Équipe                | MJ                 |        | Punt  | Punt | Punt |
| Année              | Équipe                | MJ                 | Tentés | Yards | Moy. |      |
| 1939               | Pirates de Pittsburgh | 5                  | 10     | 389   | 38,9 |      |
| 1939               | Dodgers de Brooklyn   | 5                  | 3      | 99    | 33,0 |      |
| 1940               | Dodgers de Brooklyn   | 11                 | 16     | 719   | 44,9 |      |
| Totaux aux Pirates | Totaux aux Pirates    | Totaux aux Pirates | 10     | 389   | 38,9 |      |
| Totaux aux Dodgers | Totaux aux Dodgers    | Totaux aux Dodgers | 19     | 818   | 43,1 |      |
| Totaux en NFL      | Totaux en NFL         | Totaux en NFL      | 29     | 1 207 | 41,6 |      |